# Eucalyptus coronata
Eucalyptus coronata är en myrtenväxtart som beskrevs av C. Gardner. Eucalyptus coronata ingår i släktet Eucalyptus och familjen myrtenväxter. Inga underarter finns listade i Catalogue of Life.